# Verkasjön
Verkasjön är en sjö  på Österlen i Tomelilla kommun i Skåne och ingår i Helge å-Nybroåns kustområde. Sjön är 2,1 meter djup, har en yta på 0,07 kvadratkilometer och befinner sig 107,9 meter över havet. Verkasjön ligger i Verkeåns dalgång Natura 2000-område och skyddas av fågeldirektivet. Vid provfiske har bland annat abborre, gädda, mört och ruda fångats i sjön.
Verkasjön tillhör Verkaåns avrinningsområde. Den ligger nära Christinehofs slott och är en del av Christinehofs Ekopark. Sjön är en gammal torvtäkt som försåg Andrarums alunbruk med bränsle.

## Delavrinningsområde
Verkasjön ingår i delavrinningsområde (617690-138696) som SMHI kallar för Vid mätstation Hallamölla. Medelhöjden är 112 meter över havet och ytan är 13,34 kvadratkilometer. Räknas de 2 avrinningsområdena uppströms in blir den ackumulerade arean 79,35 kvadratkilometer. Avrinningsområdets utflöde Verkaån mynnar i havet. Avrinningsområdet består mestadels av skog (56 %), öppen mark (13 %) och jordbruk (28 %). Avrinningsområdet har 0,07 kvadratkilometer vattenytor vilket ger det en sjöprocent på 0,5 %.

## Fisk
Vid provfiske har följande fisk fångats i sjön:
- Abborre
- Gädda
- Mört
- Ruda
- Sutare